# (314650) Neilnorman
(314650) Neilnorman est un astéroïde de la ceinture principale.

## Description
(314650) Neilnorman est un astéroïde de la ceinture principale. Il fut découvert le 19 juillet 2006 à Roeser par Matthew Dawson. Il présente une orbite caractérisée par un demi-grand axe de 2,64 UA, une excentricité de 0,27 et une inclinaison de 15,1° par rapport à l'écliptique.